# 林志穎
林志穎（1974年10月15日—），臺灣男歌手、演員、賽車手、商人，常被臺灣媒體、粉絲稱作「小旋風」、「小志」。其為珠海平坐車隊的賽車手，與友人經營「珠海平坐賽車運動諮詢有限公司」，台北「Roadstar路士達」車行，並為珠海平坐車隊之車手，英威康科技股份有限公司董事，愛碧麗生物科技公司老闆，並投資環保建材木地板-禾仲國際實業有限公司。1992年2月，17歲的林志颖在台湾出道，发行首张专辑，學生時期其名氣已吸引華岡藝校該年度之戲劇科報考人數暴增。林志穎與金城武、吳奇隆、蘇有朋等人共稱「台灣四小天王」。

## 早年
林志穎出生於臺北市城中區（今中正區、萬華區），就讀忠孝國小、懷生國中，1993年6月畢業於華岡藝校。大哥林志傑、三弟林志鑫、四妹林志憶、五弟林志龍；四妹與五弟和他是同父異母。林志穎的父親為知名演員林德雄，在1971年曾與陳松勇演出臺語連續劇《阿公店》，並擔任男主角。
1990年，時年15歲的林志穎因为演出華岡學校舞台劇，被飛碟公司星探發現，正式簽約飛碟唱片公司。而在此之前，因年龄太小，林家曾先后拒绝过四家唱片公司的邀约。15歲依靠打工買下一輛50CC摩托車，並自己動手改裝，使之能發出8種聲音，且能与麦克风相连。两周后被教官发现并没收，因此被记大过，並被处罚负责為全校学生资料做电脑档案，直到高三还在做。
林志穎跟同学在台北东区统领百货公司四周逛街时，被广告商发掘，尚未出道的林志穎因完美的外形和健康陽光的氣質被廣告商拉去拍了三個大廣告——白蘭洗面乳、宏碁電腦、金車麥根沙士。

## 職業生涯

### 出道
1992年2月28日，時年17歲發第一張唱片，正式出道。綽號“台灣小旋風”，举办首场台湾个人演唱会。后从台湾華岡藝校畢業。華岡藝校前校長鄭德淵在一個電視節目上說：「他開始紅以後，學校這個招生爆滿，學校賺了很多錢…下一年表演科多了一班」。
1993年5月6日，在香港紅磡體育館舉辦演唱会，成為紅磡體育館開唱最年輕歌手（年僅18歲）。
同年18岁成立自己的攝影工作室，分店一度開到六七家，月盈額200萬（摄影也是林志颖的一大志趣，在华艺读书期间，表演专业外还辅修了摄影专业）。
在1992－1994年間，密集發行專輯、廣告代言與拍攝電影，7張唱片銷量全球突破1000萬張。然於當紅之際，囿於兵役，只好暫別舞台，於1994年11月16日入伍（陸軍1718梯）。當時林志颖的哥哥刚刚入伍，两个人的入伍日期非常接近，根据法律林志颖可以推后入伍，但是他并没有这样做。服役期間，因其父林德雄與經紀人夏春湧對合約認知上之出入，遂於1995年解約。這段期間與初出道的演員林心如傳出緋聞，二人交往最終分手收場。
服役期間加入藝工隊，安然退伍。
自部队退役后，射击野战、生存游戏就成了林志颖的一大兴趣，收藏有十多支枪，包括 SR47、AUG、M60、M249机枪、改装Marine款、左轮、点45等等，除了子弹以外，包括准星、红外线等设备都是真枪配备。还自组了团队“曙光”，有二十多名战友

### 退伍后低潮
1996年11月16日22歲退伍後，成立吉米工作室，自行打理演藝事業，唱片由「豐華唱片」代理發行。開始投資股票。 23歲时用投资股票所得买下自己的第一辆法拉利，以之做战车第一次下场赛车，拿到季军奖杯。。
1997年，以巨星身價簽約香港百代EMI唱片公司。（報紙寫的是兩年三千萬港幣）
1997年12月5日接受泰國君主普密蓬·阿杜德邀請擔任莆眉篷70歲大壽生日會演唱壓軸嘉賓，受到年方20的泰國公主帕差拉吉帝雅帕接見。
1997年，23歲投入賽車運動，甫參與龍潭TIS賽車場「超級跑車賽」，即拿到第三名。
1998年，在賽車場上出車禍，右腳掌斷了三根骨頭，打了四根鋼釘固定。尚處業餘階段的賽車事業面臨著來自親人和輿論的巨大壓力。與此同時，退役後演藝事業也轉型不成功，陷入了前所未有的低潮。重新回到賽道時，林志穎悟出一個道理：超越自己比戰勝別人更重要。所以接下來的時間裡，他一直不停地練習，練習到最後發現開車時可以很容易地追到別人，甚至別人跟在後面也追不到他。伤愈复出车坛。1998年11月參加世界國際A級越野賽WRC澳洲栢斯分站，成台灣第一個參加國際頂級賽事的車手。1999年2月赴日本筑波赛车场向日本知名赛车手黑泽琢弥学习赛车经验。
1998年，將戲劇經紀約簽給知名經紀人夏玉順。
該年台湾的官方形象代言人几乎都被林志颖包揽了：包括警察形象代言人、消防局形象代言人、交通部形象代言人、反贿选大使（2004年）、反毒大使、 更生大使、台北市救护队形象代言人等等。

### 进入賽車领域
林志穎18歲就收到公司送的BMW 325 IS雙門跑車當生日禮物，19歲為了提升速度毅然換為BMW M3，23歲則是開著法拉利348馳騁街道。由於迷戀速度，林志穎必須不斷改裝車以提高性能，玩到最後唯一的方式就是下賽道。1997－2001年間，先後受普利司通(Bridgestone)與埃索(ESSO)機油贊助參與賽事，其在ESSO Jimmy Racing Team之期間，多次刷新台灣龍潭BMW M3最快賽車單圈記錄。
1999年，25歲成立自己的第一支賽車隊ESSO JIMMY RACING TEAM。
同年考到潛水執照。(注：是這一年在新聞中提到潛水執照。在墾丁海域潛水、飆水上摩托車、玩機械帆船等水上活動，其實是林志穎學生時代便熱衷的)
拍攝第一部電視劇《絕代雙驕》，飾演小魚兒，泰國收視第一，紅遍兩岸三地，再次成為台灣身價片酬最高藝人。26歲出演電影《紅字》，拿到亞太影展最受歡迎男演員獎， 《紅字》一劇拿下當年泰國年度票房第一，也是泰國歷史上總票房排第二的電影。泰国皇室颁发最佳才艺男艺人特别奖。宣傳《絕代雙驕》期間推出專輯唱片「稻草人」；後陸續拍攝三台八點檔戲劇「天地傳說─寶蓮燈」、「絕世雙驕」。
2000年，26歲的林志穎在珠海賽車場拿到賽車生涯第一個冠軍。開始進入方程式赛車领域，連續拿下兩次雷諾Spider冠軍，取得方程式赛車參賽資格，經過FRD賽車訓練後正式参加中國雷諾方程式國際錦標赛，成為台灣首位國際方程式車手。 
2000年9月，林志穎與一群志同道合的同學與朋友成立英威康股份有限公司, 公司成立早期專注於軍用報靶系統、監控系統整合與專案軟硬體設計整合商。公司位於台北市，近年來公司轉換跑道專注於電腦資安防護系統，本公司神盾資安防護系統Smartkey於2013年1月獲得美國專利，產品應用廣泛，包括應用於伺服器、NB、桌上型電腦、企業、政府機構、家庭個人等。。成为中华民国网路销费协会第二期理事 (注：以上职务具体任命时间均不详，最早见于各部门官方网站理事会名单及台湾《民生报》的報導。)
2001年， 27歲獲得「超級房車賽」四站冠軍之大滿貫。並在2001年台塑精英杯大赛獲得第四名。賽車達到顛峰狀態，拿到9座獎盃: 7個冠軍獎盃，2個亞軍、季軍，並成為台湾超级跑车赛年度冠军车手四连胜（7座冠军奖杯分别是：4座台湾超级跑车杯冠军，3座珠海亚洲方程式推广组赛冠军）

### 演艺与赛车并重
林志穎把賽車與唱片、戲劇巧妙結合，讓這三者融合為一，在藝人與車手雙重身分間游走，更加相得益彰。而讓他更自豪的是，一開始費盡心思阻擾他玩賽車的父親，在他端出漂亮成績單後，也已欣然認同。
2002年-2003年，林志穎參演電視劇《天龍八部》，飾演段譽，為其戲劇上之重大突破，可謂其代表作。
2003年，正式投身中國職業汽車拉力賽，加盟佳通轮胎车队，成為台灣第一位授薪職業賽車手。
之後他搬入裝修半年多的居室。 林志颖的家目前只有上海居室曝光过，由台灣的禾仲國際設計顧問公司設計，相當具有時尚感。
2005年，30歲加盟雲南紅河拉力車隊，獲得中國拉力賽年度N组車手第8名。
加盟香港代纳10方程式车队。作为代纳10方程式车队主力车手，林志颖代表该队出战亚洲雷诺方程式，获得总成绩第31名。。
2005年,在珠海国际赛车场内与知名赛车手陈维良先生等好友设立“珠海平坐赛车运动咨询有限公司”并一同组建了“珠海平坐车队”。
於珠海舉辦第一屆“林志穎杯“交通安全明星邀請賽。 珠海平座主要业务是与官方合作为汽车和轮胎厂商的新产品做数据测试的，和ISO9001认证类似。
拍《書劍情俠柳三變》時發生意外，由於吊索的扣環插入，致使林志穎脊椎旁的一塊小骨頭骨折。醫生一致建議林志穎至少要休息三個月。但臨時換演員，意味著劇組要遭受巨大的損失。林志穎不顧家人反對，在一個療程後，帶著強力鎮痛藥回到了劇組。不僅如此，由於治療耽誤了十二天的時間，此後的拍攝林志穎甚至每天工作十五六個小時為劇組彌補損失。
2006年，31歲的林志穎組建自己的第一支拉力車隊“林志穎車隊”，聘請曾經世界排名第三的英國著名選手小麥克雷為其車隊效力。
担任上海徐汇交通文明宣传大使。（为首位担任上海交通文明宣传大使的台湾艺人，另，林志颖在中國大陸的任命还有：07年国际马拉松大使、成都交通安全公益宣传大使、珠海国际赛车场形象大使、泛珠三角“超级跑车协会”荣誉会长）。
2006年，推出睽違6年之專輯唱片「擋不住我」。
2006年，“林志穎車隊”獲得中國拉力賽N组年度季軍車隊。
成立京華城“夢饗家”餐廳。 京華城夢饗家餐廳已于2009年结业。
2007年，32歲出演第一部時裝偶像劇放羊的星星，13周台湾偶像劇第一收视率, 為2007年百度年度搜索港台最受歡迎電視劇，及2007年台灣最高收視偶像劇,並入圍2008年韓國首爾電視節最佳長篇電視劇。拍戏期间，素来繁忙的林志颖难得清闲一回，于是一边拍戏一边考取了游艇执照（水上运动也是林志颖的一大志趣）。
受邀騎哈雷重型機車率領600多輛大排量名牌摩托車和近千名摩托車迷於廣東江門巡遊，600輛摩托車組成奧運五環，支持北京奧運。該活動經公證創北京奧運組合圖案吉尼斯之最。擔任國際馬拉松大使。
意大利車商法拉利大手筆包下上海F1賽車場，提供上億台幣名車，邀請林志穎擔任藝人專業駕駛培訓課程教練 
2008年，33歲的林志穎在新飛泛珠三角超級賽車節春季賽第一回合冠軍、第二回合亞軍 夏季賽第一回合冠軍、第二回合冠軍
四川汶川地震，捐款100萬人民幣， 親自赴災區當義工(台灣第一位赴災區藝人)，認養兩名地震孤兒，2008年6月珠海賽事中將試駕所得的錢款全部捐獻給震災區，並捐出冠軍獎盃義賣。

### 重返舞台；进入摩托艇賽
2008年10月17日，于上海虹口足球场举办“挡不住的林志颖”个人演唱会（34岁生日后两天），人数：25000人。
主演芝华士“骑士风范”全球首发典礼主题音乐剧《骑士星光》：08年11月到次年1月，上海、北京、武汉、成都、广州、福州六站巡演。
2008年10月26日,34歲在深圳南山後海F1摩托艇賽場舉行加盟中國天榮隊儀式，林志穎正式成為中國隊後備隊員，該隊是世界F1賽場（F1賽車、F1摩托艇）上唯一的中國隊。(演藝圈裡首位參與此項殊榮的藝人，也是來自台灣的首位華人選手)(中國隊現計劃安排林志穎進行集訓和參加F2摩托艇世界錦標賽)
2009年，加盟广西速一车队出战2009全国汽车拉力锦标赛五場其中三場（南京站、北京站和佛冈站），最终在20位车手中排名第13名
2009年6月，担任上海绝色摄影馆摄影师及艺术顾问。
2009年8月18日，台灣南部地區因為颱風而發生嚴重災情，林志穎低調赴災區捐贈物資及金錢，後經災民於網路上發佈照片，善舉才因此曝光。
2009年11月3日，参加首届北京国际赛车节的文体明星争霸赛。这项赛事有8名港、澳、台、大陆文体明星参加。最终，林志穎获得亚军，冠军为射击名将杨凌。
2009年11月21日，拉响“旋风”警报，“旋风亚洲，颖爆奇迹”林志颖上海演唱会，人数：10000人。
2010年4月9日，以一集10 万人民币的高价參與湖南卫视《单身公主相亲记》，飾演男主角纪凡，这是林志颖在大陆拍摄的第一部时装剧。 随着9月17日晚在湖南卫视的正式登场，《单身公主相亲记》开播以来一直保持强劲的势头，开播三天就夺得全国收视冠军。
2010年8月14日，林志穎參加2010亚洲雷諾方程式挑战赛上海站的比賽。在來自12個國家和地区的19位車手的激烈競爭中，林志穎夺得总成绩第10名。在第二天IFC组别（新秀车手组）的比赛中，林志穎脫穎而出奪冠，這座獎盃別具意義，是他為人父之後拿到的第1個冠軍獎盃.

### 重返大银幕
2011年，36歲的林志穎在息影5年后重返大银幕，接拍电影《假如我是你》（又名《变身男女》）飾演男主角，《极速天使》身兼主演及赛车顾问，为動畫电影《封神榜》配音姜子牙一角，跨足另一项演艺领域。
2011年4月16日，在上海受GQ國際雜誌之邀，與車神舒馬克對談，林志穎事前做足功課，除全程用英文交談，還列出20幾個問題來問舒馬克，涉獵問題很廣泛，從人生、賽車經驗到社會公益。在現場舒馬克除了送林志穎一雙自己親手設計的限量手工休閒鞋之外，還邀請他隔天到F1維修區參觀及參加私人晚宴，經過這一次的共事兩人增加了不少情誼。
2011年9月16日，加盟由中国人民解放军八一电影制片厂、华夏电影发行有限责任公司和北京秦时明月影视文化传媒有限公司联合摄制的故事影片《一起飞flying with you》为男主角，电影讲述了一个以极限运动为背景的爱情故事。
2011年12月8日，領到入行19年演藝生涯中第一座戲劇類獎項，以電視劇《單身公主相親記》奪得中國華鼎獎偶像劇勵志類最佳男主角，擊敗同時角逐的吳尊、賀軍翔。
2011國劇盛典獲2011年度最具號召力演員。

### 亞洲小旋風強勢回歸
2013年7月, 加盟安徽卫视《真人脫口秀》节目《超级演说家》。与乐嘉、鲁豫、李咏加盟导师阵容。
2013年10月，攜同兒子Kimi參與湖南卫视真人秀節目《爸爸去哪兒》，令他踏入事業的更高峰，爸爸與兒子一同大受歡迎，而在12月更一度有三十多家公司想找父子檔拍攝廣告，但遭到林志穎拒絕。目前為此，父子成為了QQ星飲品及快易典的代言人。
2013年11月30日，發佈第一次當導演的微電影作品。
2013年12月，推出了愛碧麗生物科技的代言主題曲《I Believe》。同年12月9日，推出單曲《摯愛》，最後還有Kimi的聲音作結尾，甫推出已成為中國大陸各大音樂網站點擊率第一。
2013年12月，在一次訪問中，林志穎表示在2014年會全面復出，並開始籌備新書、唱片及巡迴演唱會。
2013年12月18日，獲得安徽卫视國劇盛典《全能艺人奖》。
2013年12月31日，參與湖南卫视2013年跨年演唱會，演唱了全球首發的新單曲《正能量》，並駕著賽車甩尾登場，為此，小志更到會場練習了二百次。而其演出費一度被傳高達260萬人民幣，其後經紀人即時否認傳聞。
2013年11月至2014年1月，承接《爸爸去哪兒》的熱潮，製作團隊更拍攝的電影版，並在農曆新年期間上映。林志穎與Kimi特別到各地宣傳電影及出席首映禮。
2014年1月5日，到湖北武漢擔任林俊傑時線Time Line-世界巡迴演唱會的嘉賓。
2014年1月6日，獲得搜狐时尚权力榜《年度时尚最佳人气奖》。
2014年1月11日，出席英菲尼迪萬人盛典，與Katy Perry等星一同成表演嘉賓，演唱了單曲《摯愛》，並首播《摯愛》的MV。
2014年1月16日，出席「微博之夜」頒獎禮，獲得「微博年度人氣獎」。
2014年1月21日，參與北京卫视春晚錄影。
2014年1月下旬，與Kimi參與湖湖南卫视春晚錄影。而在農曆新年假期，與Kimi及妻子陳若儀到美國度假，其中有一天到拉斯維加斯賭場擔任表演嘉賓。
2014年3月初，有傳聞指林志穎與Kimi會繼續參與《爸爸去哪兒》的第二季，但傳聞一直未有得到確實，在9月播出，以特別嘉賓身份在台灣花蓮歸隊1天。同年3月中，確認繼續加盟《超级演说家》的第二季擔任導師。
2014年4月23日，獲得第18屆全球華語榜中榜暨亞洲影響力大典《年度最佳人氣獎》、Channel V《全球華語最佳人氣歌手獎》。並在紅地毯盛況上宣佈今年5月會出新書，並已在計劃出專輯。
2014年5月4日，在發布的福布斯“2014年中國名人榜”上, 林志穎名列第18。
2014年5月6日，確定了新書正式發佈日期為6月27日。
2014年5月7日，到北京參與《魯豫有約》錄影。
2014年9月18日，註冊成立「領速企業有限公司」。

## 交通事故
2022年7月22日，林志颖与二儿子Jenson駕駛特斯拉Model X休旅車在桃園市蘆竹區中正北路上失控，自撞橋墩號誌桿起火，附近捷運熱心工人及時將他與幼子拉出，已确认無生命危险，不過身體擦傷流血，並送往林口長庚医院治疗，若需脸部重建或得至少治療1年。林志颖的哥哥林志杰在7月23日接受采访时，称林志颖仍然在昏迷，并表示现在是关键时期。
2022年7月25日，林志穎弟弟林志鑫和經紀人阿任下午2點現身林口長庚醫院，針對林志穎最新情況做說明，官方也透過臉書發出聲明全文，對外說明林志穎的狀況。聲明中，經紀人強調，林志穎一家人無意再浪費社會資源，故這次是最後一次公開對外說明，主要針對林志穎目前的狀況報平安，院方已經確認林逐漸好轉，在甦醒後他目前的意識是清楚的，也能夠進行簡單對話，接下來在長庚醫療團隊的專業評估下，將進行相關手術，對於外界提到的臉部重建，基于隐私暫時不对外公开手术内容，林志穎后续也需要一些時間静心休养和處理事故。

## 慈善及榮譽
2001年，担任美国南加州华美银行反毒大使。 成为当红韩国明星元彬的台湾经纪人。（元彬凭借《蓝色生死恋》成为当时炙手可热的当红明星，当年韩国的广告天王）
同年，美国白宫反毒办公室根据林志颖担任反毒大使时的表现颁赠白宫反毒大使奖状。（《国际日报》刊登的颁奖理由：林志颖足足花了一年时间配合华美银行基金会反毒大使的各项活动，其中有二个月停留美国，对於一位当红艺人而言，放弃赚钱机会做公益活动，绝不只是精神可嘉而已。注：林志颖是当时台湾广告天王）
2003年，29歲的林志穎于美国领取美國舊金山“第五十一屆華僑節”之傑出華人獎、美国洛杉矶县警局局长李贝卡颁发荣誉状及洛县警员勋章。

## 爭議事件
2013年11月25日，方舟子在其博客发文对林志颖声称“爱碧丽”胶原蛋白饮品是他本人带领团队研发一事提出质疑。对此，林志颖方面表示不愿回应，一位庄姓工作人员只承认“爱碧丽是林志颖与台湾一家很大的企业合作”，但对于其他质疑，她只说：“相信小志会在适当的时候出面回应。”
2013年6月19日, 中国保健协会“胶原蛋白专家研讨会”在北京召开。 各领域专家领导一直从科学基础上肯定胶原蛋白的功效功能。国家食品药品监督管理总局监管司张晋京在会上发言表示：国家有关部门对小分子胶原蛋白肽在科学的基础上有一定功效是基本公认的。
2013年6月25日，中国保健协会在上海国际展览中心召开“胶原蛋白的真相研讨会”，会议明确指出，目前，中国承认胶原蛋白类产品具有保护皮肤水分、增加骨密度、增强免疫力三种功效，并允许其作为食品原料。
2013年12月16日，南方都市报记者梁冰亲赴胶原蛋白起源及应用的法国、日本、台湾等地，实地深入拜访全球最大的胶原蛋白原料企业，研发及临床实验的权威专家，生产基地、销售渠道的权威机构及街头消费者，获得众多第一手真实资料，亲身感受胶原蛋白在海外市场的普及情况。今年以来，有关胶原蛋白的负面风波频发。在各界人士有意或无意的解读下，胶原蛋白似乎成了一场骗局，整个行业陷入前所未有的危机。胶原蛋白是谎言还是被炒作的牺牲品？究竟谁在歪曲事实？它有没有副作用？胶原蛋白是不是暴利行业？
2013年12月18日，林志颖接受腾讯娱乐独家专访, 林志颖代理律师朱晓磊表示：“爱碧丽胶原蛋白饮品从产品质量到销售过程均合乎法律规范。据上海葡萄王公司负责人介绍，上海相关工商、质监部门最近已经陆续到公司对爱碧丽产品做了最为严格的检查、检验，检验结果均符合法定标准。浙江省工商局负责人已针对爱碧丽产品的销售问题作出明确回应：爱碧丽产品的销售过程完全合法，同时指出相关质疑是站不住脚的。”
2013年12月19日，上海市食品药品监督管理局在其官方微博发表声明，林志颖开发的饮料产品无害，但普通食品不应宣传美容功效。

## 個人生活
林志穎曾经与林心如相识於《校园敢死队》。 林父亲口说林心如是林志颖唯一带回去过的女友，後二人恋情不了了之。2006年4月，林心如到《康永当家》担任代班主持，恰好遇到林志颖来节目宣传新专辑，这是这对昔日情侣在多年前林心如发写真集，林志颖前来献花后，两人再次在公开场合同时现身。林志颖说，当年两人分手的主因是彼此長年在中國大陸拍戏，因为距离而导致分手。
与女友陳若儀私下交往多年，儿子Kimi于2009年9月15日在加利福尼亚州洛杉磯出生。原本也有打算奉子成婚，但在籌辦期間林志颖父親忽然去世，林志颖決定守孝三年，婚期才延後。
2010年9月15日公布戀情，坦承已和交往6年的前模特兒陳若儀于2010年2月注册结婚，将补办一场很特别的公開婚礼给太太惊喜。
2009年10月15日，34歲的生日感恩會的記者會上宣布自己升格當爸爸，林志穎：「他的到來，讓我感到非常驕傲，所以我決定站出來，我不能再隱瞞，我也不會再隱瞞，其實今天的確是雙喜臨門，除了是我的生日，也是林旋風的滿月，他很好動，而且也很愛笑，3095公克！還有一雙迷人的眼睛。」小小志的母親為交往五年的台灣模特兒，並於去年訂婚。
據當事人林志颖的新浪微博指出，微博已晒出二人甜蜜婚照，“是今天就是今天”，補辦婚禮於2013年7月30日泰國普吉島舉行。
2015年底，陳若儀再為林志穎誕下雙胞男嬰，雙胞胎於台北剖腹出生。

## 演出作品

### 電影
| 年代   | 片名                                                 | 角色   |
| 1992年 | 《逃學外傳》                                         | 林志穎 |
| 1993年 | 《笑林小子》(又名《卜派小子》、《旋風小子》)         | 四毛   |
| 1993年 | 《小心黑夜》 (又名《一屋哨牙鬼》)                    | 姜大偉 |
| 1993年 | 《異域2：孤軍》                                      | 小丁   |
| 1993年 | 《神經刀與飛天貓》)                                  | 韓林   |
| 1993年 | 《新流星蝴蝶劍》                                     | 賈王爺 |
| 1993年 | 《追男仔》                                           | 程小北 |
| 1994年 | 《報告班長3》                                        | 林小穎 |
| 1994年 | 《祖孫情》                                           | 阿健   |
| 1995年 | 《校園敢死隊》                                       | 許志浩 |
| 1996年 | 《號角響起》(又名《四個不平凡的少年》)               | 曾志祥 |
| 1998年 | 《俠盜正傳》                                         | 廖添丁 |
| 1998年 | 《哪吒大戰美猴王》                                   | 孫悟空 |
| 1999年 | 《紅字》                                             | 阿虎   |
| 2000年 | 《不死心靈》                                         | 竇毅   |
| 2003年 | 《龍虎英雄》(又名《香港拳霸》)                       | 秦文龍 |
| 2004年 | 《喜歡妳喜歡我》(又名《戀愛大贏家》、《少林瘋神榜》) | 杜恆風 |
| 2005年 | 《狼》(別名生死對決)                                 | 陳尉祖 |
| 2011年 | 《极速天使》                                         | 祖     |
| 2012年 | 《变身男女》(又名《假如我是你》)                     | 单民   |
| 2012年 | 《一起飞》<flying with you>                          | 许逸凡 |
| 2014年 | 湖南衛視《爸爸去哪兒》電影版                         |        |
| 2015年 | 《爸爸的假期》                                       |        |

### 配音
| 年代   | 片名                                                     | 角色               |
| 2012年 | 動畫電影《封神傳奇之驅魔英雄》(Legend of Chinese Titans) | 擔任姜子牙一角配音 |

### 微電影
| 年代   | 片名                                             | 角色 |
| 2012年 | 豐田中國微电影《雲動故事》系列短片之《混動的芯》 |      |
| 2013年 | 百事可樂賀歲微電影《2013把樂帶回家》             |      |
| 2013年 | 捷豹微电影《非你莫属》                           |      |
| 2014年 | 美好2014:大师微电影《爱•从心发现》               |      |
| 2014年 | 紅妮--爱的魔法内衣                               |      |

### 電視劇

#### 台灣
| 年代   | 頻道                   | 劇名                            | 角色          |
| 1999年 | 台視／超視             | 絕代雙驕                        | 江小魚        |
| 2000年 | 東森／中視             | 陸小鳳之決戰前後_(2000年電視劇) | 陸小鳳        |
| 2001年 | TVBS-G                 | 花樣年華／風塵舞蝶              | 陸蒙山        |
| 2002年 | 華視／緯來戲劇台／央視 | 絕世雙驕／小雙俠闖江湖          | 江飛魚/江小魚 |
| 2002年 | 中視／八大戲劇台       | 齊天大聖孫悟空                  | 哪吒          |
| 2002年 | 華視                   | 偷偷愛上你                      | 慕海瀚        |
| 2007年 | 三立／台視             | 放羊的星星                      | 仲天騏        |

#### 中國大陸
| 年代   | 頻道                         | 劇名                        | 角色   |
| 2000年 | 台視／超視／央視             | 天地傳說之寶蓮燈            | 沉香   |
| 2002年 | 浙江經濟生活頻道             | 天龍八部(陸資)              | 段譽   |
| 2003年 |                              | 書劍情俠柳三變(中資)        | 柳三變 |
| 2006年 | 廣東珠江頻道                 | 聊齋1(單元6：小翠)(中資)    | 王元豐 |
| 2008年 | 央視八套                     | 少林寺傳奇2：十三棍僧救唐王 | 李世民 |
| 2010年 | 湖南卫视                     | 单身公主相亲记              | 紀凡   |
| 2011年 | 江蘇卫视                     | 彩虹甜心                    | 邵峰   |
| 2014年 | 绍兴新锐传媒 ／ 奥映国际传媒 | 城市猎人                    | 何笑   |

### 綜藝

#### 中國大陸
| 年代   | 頻道     | 節目            | 備註                                       |
| 2013年 | 安徽衛視 | 超级演说家      | 共14期（8/1～）                            |
| 2013年 | 湖南衛視 | 爸爸去哪兒      | 攜同兒子Kimi參加，共12期(10/11～12/27)     |
| 2014年 | 安徽衛視 | 超級演說家      | 第二季，共18期（4/11～7/11）               |
| 2014年 | 湖南衛視 | 爸爸去哪儿      | 攜同兒子Kimi參加第14期（9/19）             |
| 2015年 | 浙江衛視 | 炫風車手        | 節目成員，共17期（6/19～11/13）            |
| 2016年 | 浙江衛視 | 我们十七岁      | 節目成員，共13期（2016.12.10～2017.03.11） |
| 2018年 | 浙江衛視 | 二十四小時      | 節目成員，共11期（2/2～4/6）               |
| 2023年 | 湖南衛視 | 披荊斬棘的哥哥3 | 常駐嘉賓                                   |

### 舞台劇
| 年代      | 劇名               | 合作                                 |
| 2008-2009 | 《騎士星光》(中國) | 主演：蔡卓妍、張智霖、林志穎、劉雅麗 |

## 音樂作品

### 音樂專輯
| 專輯                      | 發行日期   | 唱片公司                 | 曲目 |
| 不是每個戀曲都有美好回憶  | 1992/2/28  | 飛碟唱片                 | 曲目 1. 不是每個戀曲都有美好回憶 2. 十七歲的雨季 3. 凱莉!親愛的妳 4. 等待的男孩 5. 流浪風中 6. Girl 7. 追逐陽光的少年 8. 夢的主張 9. 愛你不只今天 |
| 今年夏天                  | 1992/6/30  | 飛碟唱片                 | 曲目 1. 今年夏天 2. 野菊花 3. 用心相信 4. 舞出我們的時代 5. 尋找夢中的金銀島 6. 青春扭扭 7. 全心全意I Love You 8. 給我一個心愛的 9. 快樂要自己追逐 10. 傷心只到這裡 |
| 為什麼受傷的總是我        | 1992/12/5  | 飛碟唱片                 | 曲目 1. 為什麼受傷的總是我 2. 我對天空說愛你 3. 雨季 4. 輕輕握住你的手 5. 是不是你 6. 看著我的眼睛 7. 用我的真心寶貝你的心 8. 愛情 9. 年輕 10. 為什麼受傷的總是我(伴唱) |
| 戲夢 EP                   | 1993/3/15  | 飛碟唱片                 | 曲目 1. 戲夢 2. 全新的愛 3. 戲夢(伴唱曲) 4. 全新的愛(伴唱曲) |
| 戲夢 (新歌·精選)          | 1993/3     | 華納唱片 (香港)          | 曲目 1. 戲夢 2. 我對天空說愛你 3. 是不是你 4. 看著我的眼睛 5. 不是每個戀曲都有美好回憶 6. 青春扭扭 7. 等待的男孩 8. 為什麼受傷的總是我 9. 今年夏天 10. 十七歲的雨季 11. 野菊花 12. 給我一個心愛的 13. 全心全意 I Love you |
| 牽掛你的我                | 1993/7/5   | 飛碟唱片                 | 曲目 1. 牽掛你的我 2. 懵懂少年心 3. 小心黑夜 4. 勇敢接受我的愛 5. 全新的愛 6. 就是這一天 7. 我有一顆熾熱的心 8. 彩色的歌 9. 戲夢 10. 童話短路 |
| 生日禮物 新曲精選情歌集   | 1993       | 華納唱片 (香港)          | 曲目 1. 生日禮物 2. 給我一個心愛的 3. 是不是你 4. 雨季 5. 等待的男孩 6. 懵懂少年心 7. 愛情 8. 看著我的眼睛 9. 輕輕握住你的手 10. 全心全意 11. 牽掛你的我 12. 為什麼受傷的總是我 13. 我的心是一個美麗的窗口 |
| The Boy From China (精選) | 1993/11/8  | 華納唱片 (韓國)          | 曲目 1. The Boy From China 2. 為什麼受傷的總是我 3. 我對天空說愛你 4. 雨季 5. 輕輕握住你的手 6. 十七歲的雨季 7. 舞出我們的時代 8. 野菊花 9. 青春扭扭 10. 給我一個心愛的 |
| 火熱的心                  | 1994/1/16  | 飛碟唱片                 | 曲目 1. 火熱的心 2. 禮物 3. 燦爛女孩 4. 我的心是一個美麗的窗口 5. Right Here Right Now 6. 心語 7. 心雲 8. 永不回頭 9. 夢中的彩虹 10. 許願一千遍 11. 想你的時候 |
| 別了晴，雨的回憶 (精選)   | 1994/3     | 華納唱片 (香港)          | 曲目 1. 雨天灑著回憶(真情傾訴) 2. 十七歲的雨季 3. 今天夏天 4. 雨季 5. 烏雲中的曙光 (真情傾訴) 6. 勇敢接受我的愛 7. 戲夢 8. 我有一顆熾熱的心 9. 雨後的晴心( 真情傾訴) 10. 我對天空說愛你 11. 為什麼受傷的總是我 12. 我的心是一個美麗的窗口 13. 傷心只到這裡 14. 陽光是一份禮物 (真情傾訴) 15. 生日禮物 16. 用心相信 17. 快樂要自己追逐 18. 心雲 (心語篇) 19. 全新的愛 20. 牽掛你的我 21. 回憶的天空是黑白 (真情傾訴)                                                                         |
| 向昨天說再見              | 1994/7/20  | 飛碟唱片                 | 曲目 1. 讓火熱的心緊緊相擁 2. 燃燒你的熱情你的夢 3. 明白 4. 青春派對 5. 何苦這樣傷我心 6. 向昨天說再見 7. 愛像一陣旋風 8. 吉普賽男孩 9. 陽光海岸 10. 讓我帶著你的心飛翔 |
| 再見 旋風 舞              | 1994/10/20 | 飛碟唱片                 | 曲目 1. Goodbye My Friend 2. 不是每個戀曲都有美好回憶 3. 火熱的心 4. 禮物 5. 全新的愛 6. 牽掛你的我 7. 野菊花 8. 永不回頭 9. 凱莉！親愛的你 10. 等待的男孩 11. 十七歲的雨季 12. 懵懂少年心 13. 給我一個心愛的 14. 今年夏天 15. 戲夢 16. 我對天空說愛你 17. 心雲 18. 為什麼受傷的總是我 19. 全心全意I Love You 20. Goodbye My Friend |
| 夢在前方                  | 1995/9/19  | 飛碟唱片                 | 曲目 1. 夢在前方 2. 沒有你的生活 3. 輕輕說聲愛你 4. 情不自禁的感覺 5. 後會有期 6. 除了你的愛 7. 你好嗎 8. 台北神話 9. 心跳的夜 10. 夢在前方(舞曲演奏版) |
| 期待                      | 1996/12/5  | 豐華唱片                 | 曲目 1. 熱火 2. 期待 3. 用心 4. 曾在這裡的心 5. 告訴我你還在 6. Lonely X'mas 7. 想你 8. 非常歡迎 9. 好想愛你 10. 錯一次就好 |
| 男人是很好騙的            | 1997/7/16  | 豐華唱片                 | 曲目 1. 角度 2. 男人是很好騙的 3. 失眠的早晨 4. 別說他愛我 5. 變壞 6. 1000年的淚水 7. 有了你什麼都不缺 8. 我的不快樂 9. 心裡裝的都是你 10. 如果還有時間 |
| 我仍然是我                | 1997/9/3   | 豐華唱片 百代唱片 (香港) | 曲目 1. 我仍然是我 2. 角度 3. 男人是很好騙的 4. 失眠的早晨 5. 別說他愛我 6. 變壞 7. 1000年的淚水 8. 有了你什麼都不缺 9. 我的不快樂 10. 心裡裝的都是你 11. 如果還有時間 |
| 黎明破曉前                | 1998/9/15  | 豐華唱片 百代唱片 (香港) | 曲目 1. 黎明破曉前 2. 芹菜 3. 突然好想你 4. 搶回你的愛 5. 漩渦 6. 爽約 7. 不喜歡看你流淚 8. 你到底愛誰 9. 接觸 10. 野菊花 |
| 華納我愛經典系列(林志颖)  | 1999/3     | 華納唱片 (香港)          | 曲目 - Disc 1 1. 今年夏天 2. 用心相信 3. 青春扭扭 4. 夢在前方 5. 心跳的夜 6. 我對天空說愛你 7. 不是每個戀曲都有美好回憶 8. 傷心只到這裏 9. 牽掛你的我 10. 火熱的心 11. 燃燒你的熱情你的夢 12. 青春派對 13. 陽光海岸 14. 小心黑夜 15. 就是這一天 - Disc 2 1. 輕輕說聲愛你 2. 戲夢 3. 是不是你 4. 看著我的眼睛 5. 等待的男孩 6. 為什麼受傷的總是我 7. 十七歲的雨季 8. 全心全意 I LOVE YOU 9. 生日禮物 10. 給我一個心愛的 11. 雨季 12. 愛情 13. 勇敢接受我的愛 14. 快樂要自己追逐 15. 全新的愛 |
| 稻草人                    | 1999/9/13  | 豐華唱片                 | 曲目 1. 快樂至上 2. 稻草人 3. 專情 4. 2個人 5. 跟我到海邊轉轉 6. 我的愛情算什麼 7. 有話直說 8. 結婚進行曲 9. 站在你面前 10. 真的真的 |
| 去走走                    | 2000/9/19  | 豐華唱片                 | 曲目 1. 一杯咖啡的時間 2. 去走走 3. 我不後悔 4. 極速奔馳 5. I Want You I Need You 6. 不熄的燈 7. 愛過情濃處 8. 我是魚 9. 我這樣的人哪裡找 10. 追明天 |
| 絕世雙驕主題集            | 2002/1     | 華特音樂                 | 曲目 1. 有你的世界 |
| 最動聽的...林志穎         | 2004/2     | 華納唱片                 | 曲目 1. 今年夏天 2. 用心相信 3. 青春扭扭 4. 夢在前方 5. 心跳的夜 6. 我對天空說愛你 7. 不是每個戀曲都有美好回憶 8. 傷心只到這裡 9. 牽掛你的我 10. 火熱的心 11. 燃燒你的熱情你的夢 12. 青春派對 13. 陽光海岸 14. 小心黑夜 15. 就是這一天 16. 輕輕說聲愛你 17. 戲夢 18. 是不是你 19. 看著我的眼睛 20. 等待的男孩 21. 為什麼受傷的總是我 22. 十七歲的雨季 23. 全心全意I Love You 24. 生日禮物 25. 給我一個心愛的 26. 雨季 27. 愛情 28. 勇敢接受我的愛 29. 快樂要自己追逐 30. 全新的愛           |
| 擋不住我                  | 2006/3/22  | 動脈音樂                 | 曲目 1. 駕照看一下 2. 陪我回家 3. 我還在等你（与内地著名演员刘亦菲一起拍摄mv） 4. 不顧一切 5. 擋不住我 6. 遊車河 7. 編故事 8. 狼 9. 與眾不同 10. 夢想實現家 |
| 放羊的星星原聲帶          | 2007/3     | 福茂唱片                 | 曲目 1. 对望 |
| 我的驕傲                  | 2018/4/13  | 娛人製造 世紀龍騰        | 曲目 1. 一步之遙 2. 不是每個戀曲都有美好回憶(25th Anniversary Version) 3. 我的驕傲 4. 野菊花(25th Anniversary Version) 5. 在我眼中開出玫瑰 6. You Are The One 7. 摯愛 8. 對望(25th Anniversary Version) 9. 陪你成長 10. 勇敢向前 11. 十七歲的雨季(25th Anniversary Version) 12. 謝謝你們 |

### 其他歌曲
| 歌曲                    | 日期       | 名稱                          | 性質           | 備註                               |
| 歌曲《勝利滋味》        | 2008/6     | 康師傅綠茶廣告                | 主題曲         |                                    |
| 歌曲《黑》              | 2010/9     | 钟汉良2010年新专辑 (视觉动物) |                | 与“小太阳”钟汉良合唱               |
| 歌曲《You Are The One》 | 2010/9     | 《彩虹甜心》                  | 插曲           |                                    |
| 歌曲《颜色》            | 2010/9     | 《彩虹甜心》                  | 片尾曲         |                                    |
| 歌曲《You Are The One》 | 2011/10    | 《單身公主相親記》            | 插曲           |                                    |
| 歌曲《颜色》            | 2011/10    | 《單身公主相親記》            | 片尾曲         |                                    |
| 歌曲《欢聚青春》        | 2010/10/26 |                               | 主题曲         | 與章丽合唱广州亚运会青年营         |
| 電影主題單曲《飛》      | 2012/8/21  |                               |                | 林俊傑作曲，與張娜拉合唱《一起飛》 |
| 歌曲《爸爸去哪兒》      | 2013/10/8  | 《爸爸去哪兒 (第一季)》       | 片尾曲         | 与参加节目的其他爸爸和孩子们合唱   |
| 歌曲《I Believe》       | 2013/12/2  |                               | 主題曲         | 愛碧麗生物科技代言                 |
| 歌曲《摯愛》            | 2013/12/9  |                               |                | Featuring Kimi Lin(林志穎的兒子)   |
| 歌曲《全面開戰》        | 2015/9     |                               | 部落冲突主題曲 | 林俊傑合唱                         |
| 歌曲《Amazing》         | 2017/5     |                               |                |                                    |

## 派台歌曲成績（香港地區）
| 派台歌曲四台上榜最高位置 | 派台歌曲四台上榜最高位置 | 派台歌曲四台上榜最高位置 | 派台歌曲四台上榜最高位置 | 派台歌曲四台上榜最高位置 | 派台歌曲四台上榜最高位置 | 派台歌曲四台上榜最高位置           |
| ------------------------ | ------------------------ | ------------------------ | ------------------------ | ------------------------ | ------------------------ | ---------------------------------- |
| 唱片                     | 歌曲                     | 903                      | RTHK                     | 997                      | TVB                      | 備註                               |
| 1992年                   |                          |                          |                          |                          |                          |                                    |
| 不是每個戀曲都有美好回憶 | 等待的男孩               | -                        | -                        |                          | -                        |                                    |
| 今年夏天                 | 今年夏天                 | 1                        | -                        |                          | 1                        |                                    |
| 今年夏天                 | 給我一個心愛的           | -                        | -                        |                          | -                        |                                    |
| 今年夏天                 | 青春扭扭                 | -                        | 1                        |                          | -                        |                                    |
| 為什麼受傷的總是我       | 是不是你                 | -                        | -                        |                          | -                        |                                    |
| 1993年                   |                          |                          |                          |                          |                          |                                    |
| 為什麼受傷的總是我       | 我對天空說愛你           | 1                        | 1                        | 1                        | 1                        |                                    |
| 戲夢                     | 戲夢                     | 1                        | -                        | -                        | 3                        | 電影《神經刀與飛天貓》主題曲       |
| 戲夢                     | 全新的愛                 | 1                        | -                        | -                        | -                        | 富士軟片1993年台灣區年度廣告主題曲 |
| 牽掛你的我               | 牽掛你的我               | 1                        | -                        | -                        | -                        |                                    |
| 牽掛你的我               | 我有一顆熾熱的心         | 1                        | -                        | -                        | -                        |                                    |
| 生日禮物 新曲精選情歌集  | 生日禮物                 | 1                        | -                        | -                        | -                        |                                    |
| 火熱的心                 | 我的心是一個美麗的窗口   | 1                        | -                        | 1                        | -                        |                                    |
| 1994年                   |                          |                          |                          |                          |                          |                                    |
| 火熱的心                 | 心雲                     | 1                        | 1                        | 1                        | 1                        |                                    |
| 1997年                   |                          |                          |                          |                          |                          |                                    |
| 我仍然是我               | 我仍然是我               | 1                        | 1                        | 1                        | -                        | 國語版為《期待》                   |

| 各台冠軍歌總數 | 各台冠軍歌總數 | 各台冠軍歌總數 | 各台冠軍歌總數 | 各台冠軍歌總數    |
| -------------- | -------------- | -------------- | -------------- | ----------------- |
| 903            | RTHK           | 997            | TVB            | 備註              |
| 11             | 2              | 2              | 3              | 四台冠軍歌總數：1 |

*表示歌曲仍在該榜上

## 賽車成績
除了演藝事業之外，林志穎也是一名賽車手。他曾效力车队有：
- 佳通轮胎车队[47]。
- 红河拉力车队[54]。
- 香港代纳10方程式车队。
- 三菱蓝瑟万宇车队[132]。
- 广西速一拉力车队[78]。

现效力车队為：
- 珠海平坐车队。

他也曾组建车队，包括：
- ESSO Jimmy Racing Team。
- 林志颖拉力车队。

现组建车队為：
- 珠海平坐车队[2]。

| 年份   | 日期                                                                | 成績 |
| 1997年 | 9月                                                                 | 超级跑车杯使用车辆法拉利348 季军。 |
| 1998年 | 2月                                                                 | 参加555台湾区越野赛大赛。 |
| 1998年 | 3月                                                                 | 超级跑车杯 车辆BMW E36 M3 亚军。 |
| 1998年 | 8月                                                                 | Impreza GT Challenge杯。 |
| 1998年 | 11月                                                                | 駕駛現代Accent 1.6廠車參加WRC世界越野賽 澳洲伯斯站 |
| 1999年 | 2月                                                                 | 前往日本筑波赛车场由日本知名赛车手黑泽琢弥教导赛车经验。 |
| 1999年 | 6月                                                                 | 超级跑车杯使用车辆BMW E36 M3 亚军。 |
| 1999年 | 8月                                                                 | 超级跑车杯使用车辆BMW E36 M3 季军。 |
| 1999年 | 11月                                                                | 世界越野赛WRC澳洲站使用Hyundai Rally Car取得国际A级。 |
| 1999年 | 555台灣區花蓮越野賽大賽                                             | |
| 1999年 | Impreza GT Challenge盃參賽                                          | |
| 2000年 | 5月17日                                                             | 超级跑车杯使用车辆BMW E36 M3全新赛车出战, 得到亚军。 |
| 2000年 | 7月                                                                 | 台湾区超级跑车杯，使用车辆BMW E36 M3赛车出战，得到亚军同时再一次刷新台湾龙潭Super Car最快单圈记录。 |
| 2000年 | 8月7日                                                              | 成立『ESSO JIMMY RACING TEAM』，及成为ESSO机油台湾区代言人。 |
| 2000年 | 8月28日                                                             | 珠海国际赛车场RENAULT Spider Chellange第4, 6回合 冠军及亚军。 |
| 2000年 | 12月4日                                                             | 超跑赛事第3站比赛因为超越头车时被挤出赛道退出，但是创造了在TIS赛道的最快圈速，这个成绩比他去年的成绩几乎快了10秒，列台湾地区车手在TIS最快圈速的第6 |
| 2000年 | 赴珠海接受方程式賽車學校訓練                                        | |
| 2001年 | 3月11日                                                             | 投入参赛TURBO四轮传动IMPREZA房车组，获得2001 SUBARU IMPREZA挑战赛A级无限改装组第一站季军。 |
| 2001年 | 4月1日                                                              | 参加超级跑车杯第一站，使用BMW M3 赛车出战，得到冠军。 |
| 2001年 | 6月3日                                                              | 参加超级跑车杯第二站，使用BMW M3 赛车出战，得到冠军。 |
| 2001年 | 8月                                                                 | 参加中国雷诺方程式，第二站国际锦标赛 亚军。 |
| 2001年 | 8月                                                                 | 参加超级跑车杯第三站，使用BMW M3 赛车出战，得到冠军。 |
| 2001年 | 9月                                                                 | 参加珠海亚洲方程式推广组赛 冠军。 |
| 2001年 | 10月                                                                | 参加超级跑车杯第四站，使用BMW M3 赛车出战，得到冠军。 |
| 2001年 | 10月                                                                | 参加珠海亚洲方程式推广组赛 冠军。 |
| 2001年 | 10月                                                                | 参加珠海亚洲方程式推广组赛 冠军。 |
| 2001年 | 12月31日                                                            | 台塑石油年终菁英大奖赛，与全台湾36名菁英车手，同场较劲，获得全台湾年度总排名第四名车手殊荣。 |
| 2001年 | 9 座奖杯 7座冠军 1 座亚军 1座季军，台湾超级跑车赛年度冠军车手四连胜 | |
| 2002年 | 4月7日                                                              | 超级跑车杯使用BMW M3 季军 |
| 2002年 | 5月4-5日                                                            | 参加亞洲方程式挑戰賽第二站。 |
| 2002年 | 6月10日                                                             | 超级跑车杯使用BMW M3 亞軍。 |
| 2002年 | 6月16-17日                                                          | 参加中国珠海雷诺方程式锦标赛 第七名。 |
| 2002年 | 7月2日                                                              | 参加中国雷诺方程式锦标赛 。 |
| 2002年 | 11月                                                                | 参加世界拉力锦标赛(WRC)澳洲站赛事，比赛地点在澳大利亚的佩斯。这是林志穎第一次参加顶级赛事，与他最崇拜的WRC车手麦克雷和马基宁一起比赛。林志穎当时的赛车是现代雅绅(Accent)1.6L，比赛全程为 1500多公里，当他跑了1430多公里时，赛车的传动轴断了——第2次未完成拉力赛。 |
| 2003年 | 3月22日                                                             | 代表佳通轮胎参加中国拉力赛 上海站，并正式成为佳通轮胎代言人。 |
| 2003年 | 4月12日                                                             | 参加中国雷诺方程式锦标赛 珠海站，第一站、第二站 亚军。 |
| 2003年 | 6月8日                                                              | 代表 MOBIL 1参加 保时捷 PORSCHE GT3 CUP 马来西亚站。 |
| 2003年 | 7月17日                                                             | 代表佳通轮胎车队参加中国拉力赛-长春站N组 第八名。 |
| 2003年 | 8月19日                                                             | 代表佳通轮胎车队参加 中国雷诺康巴氏锦标赛 北京站。 |
| 2003年 | 9月13日                                                             | 代表佳通轮胎车队参加 中国拉力赛 北京站。 |
| 2003年 | 10月25日                                                            | 代表 MOBIL 1参加 保时捷 PORSCHE 911 GT3 CUP 北京站。 |
| 2003年 | 11月12日                                                            | 入围参加澳门格林匹治大赛车 参加雷诺方程式比赛。 |
| 2004年 | 3月14日                                                             | 代表佳通轮胎参加中国拉力赛 上海站。 |
| 2004年 | 5月30日                                                             | 代表佳通轮胎参加中国拉力赛 北京站。 |
| 2004年 | 6月6 日                                                             | 参加亚洲雷诺方程式上海开幕赛。 |
| 2004年 | 6月25-27日                                                          | 参加佳通轮胎亚洲雷诺方程式挑战赛第7&8回合 上海分站 |
| 2004年 | 6月27日                                                             | 担任佳通轮胎成龙慈善杯车赛指导。 |
| 2004年 | 6月27日                                                             | 代表参加亚洲雷诺方程式上海站 第六名。 |
| 2004年 | 9月26日                                                             | 参加亚洲雷诺方程式上海F1站 第十名。 |
| 2005年 | 2月                                                                 | 获任“珠海国际赛车场两岸三地赛车推广形象大使”，并在珠海国际赛车场内与知名赛车手陈维良先生等好友，设立“珠海平坐赛车运动咨询有公司”并一同组建了“珠海平坐车队”。 |
| 2005年 | 3月                                                                 | 正式加盟红河拉力车队，在“珠海平坐车队”的基础上以自己的名字建立“Jimmy Racing”(JR车队)，全面参与中国拉力赛2005全年的比赛。 |
| 2005年 | 3月                                                                 | 中国拉力赛上海站N组第九名。 |
| 2005年 | 4月                                                                 | 中国拉力赛浙江站N组第九名。 |
| 2005年 | 5月8日                                                              | 亚洲雷诺方程式F2000大赛珠海站第五名。 |
| 2005年 | 8月                                                                 | 中国拉力赛贵州站。 |
| 2005年 | 9月22-23日                                                          | 中国拉力赛云南嵩明站N组第八名。 |
| 2005年 | 9月                                                                 | 担任成龙慈善车赛总教练。 |
| 2005年 | 10月                                                                | 在“珠海国际赛车场”举办首届以自己名字冠名的明星慈善赛事 “林志颖杯交通安全明星邀请赛”，并获圆满成功。 |
| 2005年 | 11月                                                                | 亚太锦标赛中国拉力赛广东韶关站。 |
| 2005年 | 12月                                                                | 中国拉力赛年度车手总排名第八。 |
| 2006年 | 3月22日                                                             | “林志颖拉力车队”成立。 |
| 2006年 | 3月24日                                                             | “林志颖车队”中国拉力赛上海站赛车队和车手双冠王。 |
| 2006年 | 3月                                                                 | 中国拉力赛上海站。 |
| 2006年 | 6月                                                                 | 担任泛珠三角“超级跑车协会”荣誉会长。 |
| 2006年 | 7月23日                                                             | 中国拉力赛贵州六盘水站 林志颖车队季军。 |
| 2006年 | 7月                                                                 | “林志颖车队”中国拉力赛云南站季军。 |
| 2006年 | 8月                                                                 | “柯受良纪念杯两岸三地明星慈善车赛”男子组冠军，并带领台湾队获得全队冠军。 |
| 2006年 | 9月                                                                 | 中国拉力赛贵州开阳站。 |
| 2006年 | 10月                                                                | “长安福特杯名人慈善车赛”职业组冠军，林志颖获得组委会颁发的特别奖。 |
| 2006年 | 11月                                                                | 中国拉力赛浙江龙游站。 |
| 2006年 | 11月                                                                | 中国拉力赛林志颖车队获得2006年年度车队季军。 |
| 2007年 | 5月                                                                 | 国际超级跑车会-平坐车队在珠海国际赛车场崭新亮相。平坐车队将参加2007年首次举办的中国方程式公开赛(China Formula Open)中的雷诺方程式系列赛，歌影双栖明星林志颖作为车队常任车手参赛。                                                                                |
| 2007年 | 5月                                                                 | 中国方程式公开赛雷诺方程式赛珠海分站赛 第十五 |
| 2007年 | 6月16-17日                                                          | 中国拉力赛北京怀柔站国际组第五名。 |
| 2007年 | 7月                                                                 | “李连杰慈善房车赛”亚军。 |
| 2007年 | 11月10日                                                            | 世界汽车飘移系列赛北京站现场带队秀车技。 |
| 2007年 | 11月                                                                | 世界汽车飘移系列赛杭州站现场漂移表演嘉宾。 |
| 2008年 | 1月27日                                                             | 试驾首次进入中国的英国新款赛车Radical。 |
| 2008年 | 3月15日                                                             | 天思软件轻量级跑车挑战赛系列赛第一回合冠军。 |
| 2008年 | 3月16日                                                             | 天思软件轻量级跑车挑战赛系列赛第二回合亚军。 |
| 2008年 | 6月21日                                                             | 天思软件轻量级跑车挑战赛系列赛第一回合冠军。 |
| 2008年 | 6月22日                                                             | 天思软件轻量级跑车挑战赛系列赛第二回合冠军。 |
| 2008年 | 10月26日                                                            | 在深圳南山后海F1赛场举行加盟中国天荣F1摩托艇队仪式，林志颖正式成为中国队后备队员，该队是世界F1赛场(F1赛车、F1摩托艇)上唯一的中国队。(演艺圈里首位参与此项殊荣的艺人，也是來自台灣的首位华人选手)                                                                 |
| 2009年 | 3月                                                                 | 加盟广西速一车队，预备出战2009全国汽车拉力锦标赛其中三場（南京站、北京站和佛冈站）。 |
| 2009年 | 6月14日                                                             | 中国拉力赛南京江宁站国际组国内车手第七名。 |
| 2009年 | 7月10日                                                             | 中国拉力赛北京怀柔站国际组国内车手第六名。 |
| 2009年 | 7月11日                                                             | 首次官方试驾英国Radical赛车。 |
| 2009年 | 8月28日                                                             | 中国拉力赛广东佛冈站赛车故障遗憾退赛。 |
| 2009年 | 11月2日                                                             | ROC车王争霸赛文体明星组第二名 |
| 2009年 | 11月15日                                                            | 名下平坐车队2009AFR亚洲雷诺方程式亚洲组车队冠军. |
| 2010年 | 4月22日                                                             | 名下平坐车队小将张善祺2010年亚洲雷诺方程式挑战赛珠海夺前三 |
| 2010年 | 5月23日                                                             | 名下平坐车队小将黎志聪亚洲AFR方程式锦标赛夺得冠军 |
| 2010年 | 8月14日                                                             | 上海国际雷诺方程式比赛,林志颖夺得IFC组别冠军 |
| 2010年 | 11月5-7日                                                           | 名下平坐车队ILMC利曼洲際賽的珠海1000公里大獎賽FLM組夺得冠军, 台灣車手李勇德, 中国車手张善祺, 瑞士车手ZACCHIA Steve驾驶FLM-Oreca-09利曼赛车 |
| 2011年 | 6月14日                                                             | 中国拉力神童刘曹冬的去世，无疑成为了赛车界最大的噩耗。林志颖坦言自己的心情很低落，并表示将退出之后拉力赛的所有比赛。 |
| 2011年 | 11月13日                                                            | 名下平坐车队ILMC利曼洲際賽的珠海1000公里大獎賽FLM組夺得冠军，也获得主办方颁发的优秀技术奖。中国车手张善祺与师傅陈维良联手，驾驶90号赛车最终以全场第16名的成绩冲过终点，并获得FLM组的冠军                                                                         |

## 廣告代言
| 年份   | 商品名                                                    |
| 1992年 | 富士軟片廣告                                              |
| 1992年 | Nice洗髮精Smooth系列廣告                                  |
| 1992年 | 九龍巴士環保大使                                          |
| 1993年 | 曼秀雷敦LIP-ICE潤脣膏廣告                                 |
| 1993年 | Orion Pie好麗友派                                         |
| 1993年 | 韓國巧克力廣告                                            |
| 1994年 | 缺失                                                      |
| 1995年 | 缺失                                                      |
| 1996年 | 缺失                                                      |
| 1997年 | 缺失                                                      |
| 1998年 | 官方形象人：警察形象代言人                                |
| 1998年 | 官方形象人：消防局形象代言人                              |
| 1998年 | 官方形象人：交通部形象代言人                              |
| 1998年 | 官方形象人：反贿选大使（2004年）                          |
| 1998年 | 官方形象人：反毒大使                                      |
| 1998年 | 官方形象人：更生大使                                      |
| 1998年 | 官方形象人：台北市救护队形象代言人                        |
| 1998年 | 韓國Koogi服飾                                             |
| 1998年 | 斐乐Fila运动用品                                          |
|        | Henkee運動產品                                            |
|        | AZOO掌中生態缸                                            |
|        | 泰國優酪乳                                                |
| 1999年 | Bridgestone普利司通輪胎                                   |
| 1999年 | 雅士利涼果系列                                            |
| 2000年 | 僑興電話                                                  |
| 2000年 | 泰国优酪乳                                                |
| 2000年 | 台湾回利信用卡等12支广告                                  |
| 2000年 | 当选为2000年台湾广告天王                                  |
| 2001年 | AGAS亚加斯运动鞋                                          |
| 2001年 | 悅美洗髮精                                                |
| 2001年 | 柏蘭防曬乳                                                |
| 2001年 | 掌中缸                                                    |
| 2001年 | Oris TT1 系列手表等10支广告                               |
| 2002年 | 先吉运动鞋                                                |
| 2002年 | 古龍群俠傳online——逃出惡人谷                              |
| 2002年 | Esso润滑油                                                |
| 2002年 | acer宏基平板電腦                                          |
| 2002年 | Jimmyracing*Team                                          |
| 2003年 | Yamaha機車                                                |
| 2003年 | 雙健摩托車                                                |
| 2003年 | 佳通轮胎                                                  |
| 2003年 | 亲亲果冻                                                  |
| 2003年 | 膨化食品                                                  |
| 2003年 | 皇家金盾西服                                              |
| 2004年 | 佐田运动鞋                                                |
| 2004年 | 朗宾服饰                                                  |
| 2004年 | 红妮内衣                                                  |
| 2004年 | Oris T1小舒马赫限量版运动手表                             |
| 2004年 | 佳通轮胎                                                  |
| 2004年 | 亲亲果冻                                                  |
| 2004年 | 膨化食品                                                  |
| 2005年 | 瑞士Tissot竞速motoGP2005限量纪念版运动腕表                |
| 2005年 | 亲亲果冻                                                  |
| 2005年 | 膨化食品                                                  |
| 2005年 | 红妮内衣                                                  |
| 2006年 | 神達電腦—Mio車用導航器                                    |
| 2006年 | 宇达掌上型卫星导航系统GPS通讯                             |
| 2006年 | 爱真杰电动车                                              |
| 2006年 | 佰奇美服饰                                                |
| 2006年 | 绝色摄影                                                  |
| 2006年 | 亲亲果冻                                                  |
| 2006年 | 膨化食品                                                  |
| 2006年 | 红妮内衣                                                  |
| 2007年 | 意大利Ermenegildo Zegna高科技夹克                         |
| 2007年 | 绝色摄影                                                  |
| 2007年 | 亲亲果冻                                                  |
| 2007年 | 膨化食品                                                  |
| 2007年 | 红妮内衣                                                  |
| 2008年 | 康师傅冰绿茶                                              |
| 2008年 | 完美时空之口袋西游-藍龍网游                               |
| 2008年 | 绝色摄影                                                  |
| 2008年 | 亲亲果冻                                                  |
| 2008年 | 膨化食品                                                  |
| 2008年 | 红妮内衣                                                  |
| 2009年 | 康师傅冰绿茶                                              |
| 2009年 | 完美时空之口袋西游-蓝龙网游                               |
| 2009年 | 绝色摄影                                                  |
| 2009年 | 红妮内衣                                                  |
| 2010年 | 罗蒙西服                                                  |
| 2010年 | 红妮内衣                                                  |
| 2010年 | 绝色摄影                                                  |
| 2011年 | 罗蒙西服                                                  |
| 2011年 | 红妮内衣                                                  |
| 2011年 | 台灣味全嬰兒奶粉                                          |
| 2011年 | 福州天使旗下品牌“爹地寶貝”紙尿褲                          |
| 2012年 | 罗蒙西服                                                  |
| 2012年 | 红妮内衣                                                  |
| 2012年 | 台灣味全嬰兒奶粉                                          |
| 2012年 | 福州天使旗下品牌“爹地寶貝”紙尿褲                          |
| 2012年 | 丰田云动计划代言人                                        |
| 2013年 | 罗蒙西服                                                  |
| 2013年 | 红妮内衣                                                  |
| 2013年 | 台灣味全嬰兒奶粉                                          |
| 2013年 | 福州天使旗下品牌“爹地寶貝”紙尿褲                          |
| 2013年 | Hyper Auto Club DPR（Dragon Path Rally ）龙途拉力活动代言 |
| 2013年 | 丰田云动计划代言人                                        |
| 2013年 | 卡西欧EDIFICE STYLE                                       |
| 2013年 | 桂格燕麦                                                  |
| 2013年 | 罗登卫浴                                                  |
| 2013年 | Dulux Lets_Colour多乐士                                   |
| 2013年 | 韩伊品牌代言人                                            |
| 2013年 | Jaguar F-Type                                             |
| 2013年 | 金铂莱护肤品                                              |
| 2014年 | 伊利QQ星                                                  |
| 2014年 | 韩伊品牌代言人                                            |
| 2014年 | 快易典助学形象大使                                        |
| 2014年 | 途牛旅游网                                                |
| 2014年 | 亿田电器品质代言                                          |
| 2014年 | 清风新韧时代纸巾                                          |
| 2015年 | 8210矿泉水                                                |
| 2015年 | 快易典                                                    |
| 2015年 | 伊利QQ星                                                  |
| 2015年 | 部落冲突（Clash of Clans）                                |
| 2020年 | 《RO仙境傳說 新世代的誕生》                               |

## 獎項與榮譽
| 年份 | 獎項                                   | 結果 |
| 1992 | 台灣最有前途新人獎                     | 獲獎 |
| 1992 | 台灣巨星新人獎                         | 獲獎 |
| 1992 | 台灣十大最受歡迎偶像                   | 獲獎 |
| 1992 | 台灣華岡藝校『華藝之星』               | 獲獎 |
| 1992 | 台灣中時晚報唱片評鑒年度十大歌手       | 獲獎 |
| 1994 | 中時晚報唱片評鑑最佳專輯獎             | 獲獎 |
| 1996 | 功在陸光                               | 獲獎 |
| 1996 | 十大最受歡迎偶像                       | 獲獎 |
| 1999 | 最佳才藝男藝人特別獎                   | 獲獎 |
| 2006 | 全能藝人獎                             | 獲獎 |
| 2008 | 第一屆台灣華岡藝校“華藝星光十傑第一名” | 獲獎 |

| 年份 | 獎項                             | 結果 |
| 1992 | 香港勁歌金榜榜首『今年夏天』     | 獲獎 |
| 1992 | 香港健康生力軍獎                 | 獲獎 |
| 1992 | 香港勁爆國語大賞                 | 獲獎 |
| 1993 | 香港勁歌金榜首榜                 | 獲獎 |
| 1993 | 香港十大中文金曲最有前途新人獎   | 獲獎 |
| 1993 | 香港十大勁歌金曲最受歡迎新人金獎 | 獲獎 |
| 1993 | 香港勁爆國語歌手大賞金獎         | 獲獎 |
| 1993 | 香港十大兒童金曲獎--野菊花       | 獲獎 |
| 1993 | 商業電台過江龍銅獎               | 獲獎 |
| 1993 | 新城電台十大靚人大賞             | 獲獎 |
| 1994 | 商業電台過江龍金獎               | 獲獎 |

| 年份 | 獎項                               | 結果 |
| 2001 | 泰國亞洲最受歡迎傑出男藝人獎       | 獲獎 |
| 2006 | 東南勁爆榜年度十大金曲——駕照看一下 | 獲獎 |

| 年份 | 獎項                                                   | 結果 |
| 2006 | 世界超級跑車錦標賽中國站主題曲——擋不住我               | 獲獎 |
| 2008 | 最具魅力慈善明星                                       | 獲獎 |
| 2011 | 星尚大典亞洲先鋒男藝人                                 | 獲獎 |
| 2011 | 安徽衛視國劇盛典最具號召力演員獎                       | 獲獎 |
| 2011 | 華鼎獎偶像勵志類題材電視劇最佳男演员                     | 獲獎 |
| 2012 | 華娛衛視亞洲十大紅人                                   | 獲獎 |
| 2012 | 亞洲偶像盛典全能藝人獎                                 | 獲獎 |
| 2013 | 安徽衛視国剧盛典全能藝人獎                             | 獲獎 |
| 2013 | 搜狐時尚權力榜《年度時尚最佳人氣獎》                   | 獲獎 |
| 2013 | 微博之夜 微博年度人氣獎                                | 獲獎 |
| 2013 | 中国娇子·中国爱 爱心公益人物                           | 獲獎 |
| 2013 | 风尚权力榜 风尚魅力明星                                | 獲獎 |
| 2013 | 时尚集团 最具影响力全能偶像艺人                        | 獲獎 |
| 2013 | 第18屆全球華語榜中榜暨亞洲影響力大典《年度最佳人氣獎》 | 獲獎 |
| 2013 | Channel V《全球華語最佳人氣歌手獎》                    | 獲獎 |
| 2014 | 2014年福布斯中國名人榜第18位                           | 獲獎 |

| 年份 | 獎項                                           | 結果 |
| 2001 | 美國南加州2001年度反毒公益大使                 | 獲獎 |
| 2001 | 美國華美電視台亞洲地區最受歡迎之傑出藝人獎2001 | 獲獎 |
| 2001 | 美國白宮反毒組織頒贈的榮譽獎章2001             | 獲獎 |
| 2003 | 美國舊金山“第五十一屆華僑節”之傑出華人獎2003   | 獲獎 |
| 2003 | 美國洛杉磯縣警局局長李貝卡頒發榮譽狀2003       | 獲獎 |

## 出版品

### 書籍
| 年份      | 書名               | 作者   | 出版社     | ISBN               |
| 1997年7月 | 《大兵日記》       | 林志穎 | 躍昇出版社 | ISBN 957630458X    |
| 2014年6月 | 《我对时间有耐心》 | 林志穎 | 中信出版社 | ISBN 9787508645377 |